# Isabelle Denis
Isabelle Denis (die werkt onder het pseudoniem Isa) (Marseille, 25 april 1970) is een Frans stripauteur. 

## Carrière
Isa volgde geen grafische opleiding maar studeerde aan een normaalschool. Toch gaf ze maar even les en probeerde dan door te breken als stripauteur. Haar carrière nam een vliegende start toen ze bekroond werd met de Alph-Art graine de pro op het Internationaal Stripfestival van Angoulême. Ze ontwikkelde dan de humoristische strip Puddingham Palace over het Britse koningshuis, die gepubliceerd werd in het stripblad Spirou. Een gelijkaardig procédé paste ze toe voor haar strip Kärchou, waarin ze Nicolas Sarkozy toonde als een chihuahua / politiehond. Deze strip werd voorgepubliceerd in het blad L'Écho des savanes. En ze maakte een komische strip rond het personage Laurence P., "de bazin van de bazen". Dit is een strip waarin Isa de spot drijft met bedrijfsmanagers die competitiviteit en flexibiliteit hoog in het vaandel dragen.